# Blood Lust
Ne doit pas être confondu avec Bloodlust.
Albums de Uncle Acid and the Deadbeats
Vol. 1
(2010) Mind Control
(2013)
Blood Lust (littéralement « soif de sang ») est le deuxième album studio des Uncle Acid and the Deadbeats, publié en 2011 par Killer Candy Records, et plus tard par Rise Above Records.

## Contexte et production
Kevin Starrs, membre d'Uncle Acid and the Deadbeats, a d'abord publié les chansons sur Myspace et YouTube où il eut des fans qui ont demandé la publication d'un album. Pour leur premier album, Volume 1, ils ont créé des copies CD-ROM de l'album et avec l'argent gagné pour ces sorties, le groupe a investi dans l'enregistrement de Blood Lust avec un meilleur équipement d'enregistrement. L'album a été enregistré dans le garage d'un ami de Starrs. Starrs a mentionné que le groupe « s'est vraiment effondré quand nous avons fait Blood Lust ». À la fin de l'enregistrement de cet album, les membres restants étaient seulement le batteur Itamar Rubinger et Starrs.

## Publication
Comme pour l'album Vol. 1, Blood Lust est initialement sorti sous forme d'un album CD-R tiré à environ 100 exemplaires,. Blood Lust a été réédité par Rise Above Records en 2011 en vinyle. L'album a été publié par Metal Blade Records le 20 novembre 2012.

## Critique
Le critique d'AllMusic, Eduardo Rivadavia, s'est montré positif dans son évaluation de l'album, déclarant que « rien de tout cela n'est exactement révolutionnaire [...] mais Uncle Acid & the Deadbeats le font fonctionner néanmoins grâce à la force de leurs convictions sur cette période particulière et sa musique, prouvant finalement une fois de plus que les grandes chansons transcenderont toujours les blocs de construction les plus recyclés ».

## Liste des titres
Toutes les chansons sont écrites et composées par K.R. Starrs.
| No | Titre                 | Durée |
| -- | --------------------- | ----- |
| 1. | I'll Cut You Down     | 5:01  |
| 2. | Death's Door          | 7:15  |
| 3. | Over and Over Again   | 3:20  |
| 4. | Curse in the Trees    | 4:38  |
| 5. | I'm Here to Kill You  | 3:40  |
| 6. | 13 Candles            | 6:58  |
| 7. | Ritual Knife          | 4:43  |
| 8. | Withered Hand of Evil | 6:14  |
| 9. | Down to the Fire      | 5:28  |

## Composition du groupe
- Dean Millar : basse
- Itamar Rubinger : batterie
- Yotam Rubinger : guitare et chant
- Kevin Starrs : guitare solo, orgue, chant